# Wiedergeltingen
Wiedergeltingen település Németországban, azon belül Bajorországban. Lakosainak száma 1526 fő (2023. december 31.).

## Népesség
A település népessége az elmúlt években az alábbi módon változott:
| Lakosok száma | 617  | 1122 | 908  | 1021 | 1371 | 1374 | 1377 | 1410 | 1466 | 1526 |
|               | 1875 | 1950 | 1975 | 1987 | 2012 | 2014 | 2016 | 2017 | 2021 | 2023 |